# Strzyżówka (wzgórze)
Strzyżówka – wzgórze o wysokości 290,2 m n.p.m. położone w Lędzinach.
Wzgórze znajduje się w obrębie Wyżyny Śląskiej, na terenie Pagórów Jaworznickich. Obszar ten budują utwory triasowe i karbońskie oraz czwartorzędowe.
Na szczyt wzgórza prowadzi ulica Strzyżówka. Na południowym stoku wzniesienia zlokalizowana jest pasieka edukacyjna.